# Emmanuel Lomotey
Emmanuel Addoquaye Lomotey (Acra, Ghana, 19 de diciembre de 1997) es un futbolista ghanés que juega como centrocampista en el Ethnikos Achna de la Primera División de Chipre.

## Trayectoria
Formado en las categorías inferiores del Dreams F. C. de su país natal, el 21 de febrero de 2016 hizo su debut profesional en la Premier League de Ghana, comenzando en una victoria por 1-0 contra Ebusua Dwarfs de Cape Coast.
Anotó su primer gol profesional el 12 de marzo de 2016, en un empate 1–1 en casa contra el Wa All Stars FC. En su primera temporada sufrió el descenso de categoría, pero logró el ascenso inmediato a la Premier League de Ghana en su segunda  temporada contribuyendo con diez goles en 24 apariciones. 
El 30 de agosto de 2017 llegó a las filas del Extremadura U. D. de la Segunda División B cedido por una temporada. Inicialmente formaría parte del filial en Tercera División y comenzó a aparecer regularmente para el primer equipo a partir de marzo de 2018, jugando cinco partidos de Liga y cuatro de la fase de ascenso a Segunda.
El 30 de junio de 2018 el Córdoba C. F. anunció que firmó un contrato de tres años con el club, siendo inicialmente asignado al Córdoba C. F. "B". Sin embargo, unas semanas después el Extremadura U. D. lo fichó y lo cedió al Villarreal C. F. para que jugase en su equipo filial de Segunda División B.
El 17 de agosto de 2019 hizo su debut en la Segunda División en las filas del Extremadura U. D. en un empate a cero frente al C. D. Lugo. El 7 de marzo de 2020 anotó su primer gol en la categoría a pesar de la derrota del Extremadura U. D. frente al Real Oviedo por dos goles a uno.
Tras el descenso a Segunda B del Extremadura U. D., en agosto de 2020 se marchó al Amiens S. C. firmando un contrato para las siguientes cuatro temporadas. Cumplió la mitad de ellas, ya que en agosto de 2022 recaló en el Malmö FF. En julio del año siguiente este equipo lo cedió al Ethnikos Achna.Finalmente en verano de 2024 el Ethnikos Achna se quedaría con el futbolista africano en propiedad, firmando hasta 2026.

## Selección nacional
Es internacional con la selección de fútbol de Ghana. El 25 de mayo de 2017 hizo su debut internacional al sustituir en la segunda mitad a Gideon Waja en un empate a domicilio amistoso por 1 a 1 contra la selección de fútbol de Benín. 

## Clubes
| Club                          | País    | Año       |
| ----------------------------- | ------- | --------- |
| Dreams F. C.                  | Ghana   | 2016-2017 |
| Extremadura U. D. "B"         | España  | 2017-2018 |
| Extremadura U. D.             | España  | 2018-2020 |
| Villarreal C. F. "B" (cedido) | España  | 2018-2019 |
| Amiens S. C.                  | Francia | 2020-2022 |
| Malmö FF                      | Suecia  | 2022-2024 |
| Ethnikos Achna (cedido)       | Chipre  | 2023-2024 |
| Ethnikos Achna                | Chipre  | 2024-Act. |